# Neoallochernes cubanus
Espèce
Neoallochernes cubanus est une espèce de pseudoscorpions de la famille des Chernetidae.

## Distribution
Cette espèce est endémique de Cuba. Elle se rencontre vers Mayajigua.

## Description
Les mâles mesurent de 2,38 à 2,97 mm et les femelles de 2,88 à 2,95 mm.

## Étymologie
Son nom d'espèce lui a été donné en référence au lieu de sa découverte, Cuba.

## Publication originale
- Muchmore, 1992 : Cavernicolous pseudoscorpions from Texas and New Mexico (Arachnida: Pseudoscorpionida). Texas Memorial Museum, Speleological Monographs, vol. 3, p. 127-153.